# Octarrhena teretifolia
Octarrhena teretifolia är en orkidéart som först beskrevs av Alexander Gilli, och fick sitt nu gällande namn av Walter Kittredge. Octarrhena teretifolia ingår i släktet Octarrhena och familjen orkidéer. Inga underarter finns listade i Catalogue of Life.